# BMW-Cup 1992
Der BMW-Cup 1992 im Badminton fand vom 6. bis zum 8. November 1998 in der Sporthalle Brebach in Saarbrücken statt.

## Medaillengewinner
| Disziplin    | Gold                              | Silber                            | Bronze                             |
| ------------ | --------------------------------- | --------------------------------- | ---------------------------------- |
| Herreneinzel | Marek Bujak                       | Li Ang                            | Dharma Gunawi                      |
| Herreneinzel | Marek Bujak                       | Li Ang                            | Bram Fernardin                     |
| Dameneinzel  | Nicole Baldewein                  | Mira Sundari                      | Kerstin Ubben                      |
| Dameneinzel  | Nicole Baldewein                  | Mira Sundari                      | Nicole Grether                     |
| Herrendoppel | Michael Keck Uwe Ossenbrink       | Markus Keck Dharma Gunawi         | Chen Jin Li Ang                    |
| Herrendoppel | Michael Keck Uwe Ossenbrink       | Markus Keck Dharma Gunawi         | Yoseph Phoa Iguh Donolego          |
| Damendoppel  | Nicole Baldewein Anne-Katrin Seid | Kerstin Ubben Stefanie Westermann | Nicole Grether Sandra Beißel       |
| Damendoppel  | Nicole Baldewein Anne-Katrin Seid | Kerstin Ubben Stefanie Westermann | Petra Dieris-Wierichs Mira Sundari |
| Mixed        | Michael Keck Karen Stechmann      | Kai Mitteldorf Anne-Katrin Seid   | Dharma Gunawi Mira Sundari         |
| Mixed        | Michael Keck Karen Stechmann      | Kai Mitteldorf Anne-Katrin Seid   | Uwe Ossenbrink Katrin Schmidt      |